# Música degenerada
Música degenerada (en alemany: Entartete Musik) va ser l'etiqueta que el govern de l'Alemanya Nazi va aplicar durant els anys 30 i 40 del segle xx a determinades formes de música que considerava pernicioses o decadents. La preocupació del govern nacional-socialista per aquest tipus de música va formar part de la seva coneguda campanya contra l'art degenerat (Entartete Kunst). En tots dos casos, les autoritats van intentar aïllar, desacreditar o prohibir les obres.

## Compositors perseguits
Compositors assassinats pels nacionalsocialistes o pels seus aliats
- Guido Adler (1855-1941)
- Heinz Alt (1922–1945)
- Richard Altmann (1888–1942)
- Ernst Bachrich (1892–1942)
- Max Bachmann (1874-1942)
- Elkan Bauer (1852–1942)
- Emil Bauer (Compositor) (1874–1941)
- David Beigelman (1887–1945)
- Daniël Belinfante (1893–1945)
- Alfons Josef Biron (1893–1942)
- Arthur Chitz (1882–1944)
- Robert Dauber (1922–1945)
- Hans Walter David (1893–1942)
- Gustav Ernest (1858–1941)
- Ralph Erwin (1896–1943)
- Richard Fall (1882–1945)
- Siegfried Fall (1877–1943)
- Mordechaj Gebirtig (1877–1942)
- Sim Gokkes (1897–1943)
- Gerhard Goldschlag (1889–1944)
- Pavel Haas (1899–1944)
- Robert Hanf (conegut com Bob Hanf) (1894–1944)
- Pál Hermann (1902–1944)
- Leon Jessel (1871–1942)
- György Justus (1898-1945)
- Rudolf Karel (1880–1945)
- Dick Kattenburg (1919–1944)
- Franz Eugen Klein (1912–1944)
- Gideon Klein (1919–1945)
- Josef Koffler (1896–1944)
- Viktor Kohn (1901–1944)
- Hans Krása (1899–1944)
- Jirí Kummerman (1927–1944)
- Egon Ledec (1899–1944)
- Erich Liebermann-Roßwiese (1886–1942)
- Arno Nadel (1878–1943)
- Roman Padlewski (1915–1943)
- Ruth Poritzky (1902–1942)
- Nico Richter (1915–1945)
- Andries de Rosa (1869–1943)
- Samuel Schuijer (1873–1942)
- Louis Schuijer (1901-1943)
- Zikmund Schul (1916–1944)
- Erwin (Ervín) Schulhoff (1894–1942)
- Philipp Silber (1876–1942)
- James Simon (1880–1944)
- Leo Smit (1900–1943)
- Martin Spanjaard (1892–1942)
- Karl Stimmer (1901–1943)
- Karel Švenk (1917–1945)
- Carlo Sigmund Taube (1897–1944)
- Siegfried Translateur (1875–1944)
- Marcel Tyberg (1893–1944)
- Viktor Ullmann (1898–1944)
- Sándor Vándor (1901-1945)
- Harry Waldau conegut com Valentin Pinner (1876–1943)
- László Weiner (1918–1944)
- Fritz Weiss (1919–1944)
- Franz (Ferenc) Weisz (1893–1944)
- Kurt Zorlig (1893–1941)
- Vilém Zrzavý (1895–1942)

Compositors perseguits o exiliats pels nacionalsocialistes
- Paul Abraham (1892–1960)
- Theodor W. Adorno (1903–1969)
- Leni Alexander (1924–2005)
- Paul Arma (1905–1987)
- Paul Aron (1886–1955)
- Lev Aronson (1912–1988)
- Leo Ascher (1880–1942)
- Andre Asriel (1922-2019)
- Jizchak Barsam (* 1922)
- Béla Bartók (1881–1945)
- Joseph Beer (1908–1987)
- Paul Ben-Haim (1897–1984)
- Rudolf Berdach (1899–1962)
- Fritz Berens (1907–2010)
- Armin Berg (1883–1956)
- Jimmy Berg (1909–1988)
- Bernd Bergel (1909–1967)
- Paul Berl (1907–1974)[4]
- Herman Berlinski (1910–2001)
- Karel Berman (1919–1995)
- Leo Blech (1871–1958)
- Frederick Block (1899–1945)
- Siegfried Borries (1906–1987)
- Max Brand (1896–1980)
- Walter Braunfels (1882–1954)
- Gustav Brecher (1879–1940)
- Walter Bricht (1904–1970)
- Max Brod (1884–1968)
- Gerhard Bronner (1922–2007)
- Julius Bürger (1897–1995)
- Paul Büttner (1870–1943)
- Dol Dauber (1894–1950)
- Marcel Dautremer (1906–1978)
- Lex van Delden (1919–1988)
- Max Deutsch (1892–1982)
- Peter Deutsch (1901–1965)
- Marcel Dick (1898–1991)
- Hugo Distler, (1908-1942) (compositor) (se suïcida)
- Antal Doráti (1906–1988)
- Sem Dresden (1881–1957)
- Abel Ehrlich (1915–2003)
- Hanns Eisler (1898–1962)
- Paul Emerich (1895–1977)
- Max Ettinger (1874–1951)
- Edmund Eysler (1874–1949)
- Frederick Fall (1901–1974)
- Grzegorz Fitelberg (1879–1953)
- Marius Flothuis (1914–2001)
- Marco Frank (1881–1961)
- Paul Josef Frankl (1892–1976)
- Stefan Frenkel (1902-1979)
- Oskar Fried (1871–1941)
- Ignaz Friedman (1882–1948)
- Hans Gál (1890–1987)
- Gyula Geiger (1886–1967)
- Isy Geiger (1886–1977)
- Leo Geitner (1898–1984)
- Peter Gellhorn (1912–2004)
- Michael Gielen (* 1927)
- Jan van Gilse (1881–1944)
- Norbert Glanzberg (1910–2001)
- Werner Wolf Glaser (1913–2006)
- Ernest Gold (1921–1999)
- Berthold Goldschmidt (1903–1996)
- Boris Golschmann (1906-1943)
- Émile Goué (1904–1946)
- Peter Gradenwitz (1910-2001)
- Bruno Granichstaedten (1879–1944)
- Guillermo (Wilhelm) Grätzer (1914–1993)
- Felix Greissle (1899–1982)
- Wilhelm Grosz (1894–1939)
- Bernard Grün (1901–1972)
- Karl Amadeus Hartmann (1905–1963)
- Peter Heilbut (1920–2005)
- Robert Franz Richard Hernried (1883–1951)
- Philip Herschkowitz (1906–1989)
- Maria Herz (1878–1950)
- Werner Richard Heymann (1896–1961)
- Paul Hindemith (1895–1963)
- Friedrich Hollaender (1896–1976)
- Victor Hollaender (1866–1940)
- George Horner (1923-2015
- Franz Ippisch (1883–1958)
- Wolfgang Jacobi (1894–1972)
- Heinrich Jalowetz (1882–1946)
- Otto Janowitz (1888–1965)
- Oskar Jascha (1881–1948)
- Georg Jokl (1896–1954)
- Walter Jurmann (1903–1971)
- Erich Itor Kahn (1905–1956)
- Robert Kahn (1865–1951)
- Emmerich Kálmán (1882–1953)
- Joseph Kaminski (1903–1972)
- Ernst Kanitz (1894–1978)
- Bronislau Kaper (1902–1983)
- Václav Kaprál (1889–1947)
- Vítězslava Kaprálová (1915–1940)
- Alfred Kastner (1870–1948)
- Robert Katscher (1894–1942)
- Hugo Kauder (1888–1972)
- Louis Kentner (1905–1987)
- Erika Kickton (1896–1967)
- Wilhelm Walter Klein (1882–1961)
- Arthur Kleiner (1903–1980)
- Paul Kletzki (1900–1973)
- Paul Knepler (1879–1967)
- Robert Konta (1889–1953)
- Herman David Koppel (1908–1998)
- Erich Wolfgang Korngold (1897–1957)
- Michael Krausz (1897–1940)
- Fritz Kreisler (1875–1962)
- Georg Kreisler (1922–2011)
- Ernst Krenek (1900–1991)
- Felicitas Kukuck (1914–2001)
- Hans Lachman (1906–1990)
- Robert Lachmann (1892-1939)
- Lajos Hernádi (1906-1986)
- Laks, Simon (1901–1983)
- Ernst Landl (1914–1983)
- René Leibowitz (1913–1972)
- Peter Erwin Lendvai (1882–1949)
- Hans Lengsfelder (1903–1979)
- Hermann Leopoldi (1888–1959)
- Wolfgang Lesser (1923–1999)
- Bertus van Lier (1906–1962)
- Ilja Livschakoff (1903–1990)
- Arthur Löwenstein (1890–1939)
- Egon Lustgarten (1887–1961)
- Fritz Mahler (1901–1973)
- Ursula Mamlok (1923–2016)
- Paul Mann (1910–1983)
- Bohuslav Martinů (1890–1959)
- Hans May (1886–1958)
- Ernst Hermann Meyer (1905–1988)
- Jan Meyerowitz (1913-1988)
- Darius Milhaud (1892–1974)
- Franz Mittler (1893–1970)
- Richard Mohaupt (1904–1957)
- Oskar Morawetz (1917–2007)
- Ricardo Odnoposoff (1914-.2004)
- Paul Pallos (1870–1943)
- Ödön Pártos (1907–1977)
- Bernhard Paumgartner (1887–1971)
- Ferdinand Piesen (1909–1994)
- Paul Amadeus Pisk (1893–1990)
- Julius Prüwer (1874–1943)
- Karl Rankl (1898–1968)
- Günter Raphael (1903–1960)
- Karol Rathaus (1895–1954)
- Arthur Rebner (1890–1949)
- Hans Ferdinand Redlich (1903–1968)
- Paul Reif (1910–1943)
- Karel Reiner (1910–1979)
- Franz Reizenstein (1911–1968)
- Rudolf Réti (1885–1957)
- Wilhelm Rettich (1892–1988)
- Nico Richter (1915–1945)
- Hugo Riesenfeld (1879–1939)
- Trude Rittmann (1908–2005)
- Robert Robitschek (1874–1967)
- Martin Roman (1913–1986)
- Ernst Römer (1893–1974)
- Alfred Rosé (1902–1975)
- Richard Rosenberg (1894–1987)
- Moriz Rosenthal (1862–1946)
- Marko Rothmüller (1908–1993)
- Fritz Rotter (1900–1984)
- Karel Salmon (1897–1974)
- Hans Julius Salter (1896–1994)
- Efim Schachmeister (1894–1944)
- Heinrich Schalit (1886–1976)
- Julius Schloss (1902–1973)
- Artur Schnabel (1882–1951)
- Arnold Schönberg (1874–1951)
- Ruth Schönthal (1924–2006)
- Franz Schreker (1878–1934)
- Carl Schuricht (1880-1967)
- Otto Schulhof (1889–1958)
- Kurt Schwaen (1909–2007)
- Gregor Schwake (1892–1967)
- Mátyás Seiber (1905–1960)
- Bernhard Sekles (1872–1934)
- Rudolf Serkin (1903–1991)
- Bert Silving (1887–1948)
- Fritz Spielmann (1906–1997)
- Ljerko Spiller (1908–2008)
- Leopold Spinner (1906–1980)
- Mischa Spoliansky (1898–1985)
- Robert Starer (1924–2001)
- Ernst Steffan (1890–1967)
- Max Steiner (1888–1971)
- Erich Paul Stekel (1898–1978)
- Eduard Steuermann (1892–1964)
- Fritz Stiedry (1883–1968)
- Richard Stoehr (1874–1967)
- Ignace Strasfogel (1909–1994)
- Oscar Straus (1870–1954)
- Igor Strawinsky (1882–1971)
- Joachim Stutschewsky (1891–1982)
- George Szell (1897–1970)
- Alfred Szendrei (1884–1976)
- Władysław Szpilman (1911–2000)
- Josef Tal (1910–2008)
- Alexandre Tansman (1897–1986)
- Vilém Tausky (1910–2004)
- Georg Tintner (1917–1999)
- Ernst Toch (1887–1964)
- Stefania Turkewich (1898–1977)
- Victor Urbancic (1903–1958)
- Peter van Anrooy (1879-1954)
- Ashley Vernon (1902–1968)
- Wladimir Vogel (1896–1984)
- Franz Waxman (1906–1967)
- Ignatz Waghalter (1881–1949)
- Herwarth Walden (1878–1941)
- Arnold Maria Walter (1902–1973)
- Bruno Walter (1876–1962)
- Milton F. Weber (1910-1968)
- Anton Webern (1883–1945)
- Karl Weigl (1881–1949)
- Vally Weigl (1894–1982)
- Kurt Weill (1900–1950)
- Mieczysław Weinberg (1919–1996)
- Jaromír Weinberger (1896–1967)
- Erwin Weiss (1922–2004)
- Hans Weisse (1892–1940)
- Frieder Weissmann (1893–1984)
- Egon Wellesz (1885–1974)
- Eric Werner (1901–1988)
- Rosy Wertheim (1888–1949)
- Hermann Hans Wetzler (1870–1943)
- Arthur Willner (1881–1959)
- Hans Winterberg (1901–1991)
- Pantscho Wladigerow (1899–1978)
- Juliusz Wolfsohn (1880–1944)
- Stefan Wolpe (1902–1972)
- Eugene Zador (1894–1977)
- Erich Zeisl (1905–1959)
- Alexander von Zemlinsky (1871–1942)
- Herbert Zipper (1904–1997)
- Fritz Zweig (1893–1984)